# بروك جيمس
بروك جيمس (بالإنجليزية: Brock James)‏ هو لاعب اتحاد الرغبي أسترالي، ولد في 22 أكتوبر 1981 في غيلونغ في أستراليا.

## وصلات خارجية
- بروك جيمس على موقع سلسلة سباعيات الرغبي العالمية - رجال (الإنجليزية)
- بروك جيمس عل موقع إسبنسكروم (الإنجليزية)
- بروك جيمس على موقع ItsRugby.co.uk (الإنجليزية)